# Else Neumüller
Else Neumüller (* 12. März 1875 in Leipzig; † 1934 in Meißen) war eine deutsche Porträt- und Genremalerin sowie Kunstlehrerin.

## Leben
Neumüller studierte an der Königlichen Kunstschule und an der Kunstgewerbeschule in Berlin, dann an der Königlichen Kunstgewerbeschule in München. Von 1899 bis 1932 betrieb sie mit ihrer Freundin Hanny Stüber in Düsseldorf eine Malschule für Mädchen und Damen. Neumüller gehörte zu den Gründerinnen des Vereins Düsseldorfer Künstlerinnen.
Das Museum Kunstpalast verzeichnet unter Inventarnummer 4699 ein Bildnis einer alten Frau, um 1910, Pappe, 50 × 39 cm.